# Пластирас, Николаос
Нико́лаос Пласти́рас (греч. Νικόλαος Πλαστήρας; 8 ноября 1883, Вунеси, Трикала, Греция — 26 июля 1953, Афины, Греция) — греческий военный и политический деятель, генерал, министр иностранных дел в 1950 году, трижды занимал должность премьер-министра страны в 1945, 1950 и в 1951—1952 годах.

## Биография
Сын Христоса Пластираса и Стергианы Карайоргии, родился в селе Вунеси в номе Трикала (ныне — Морфовуни в номе Кардица) в 1883 году.
После окончания гимназии поступил в армию в 1904 году и служил в 5-м пехотном полку в городе Трикала, где дослужился до унтер-офицера. В 1905 году принял участие в партизанской борьбе греков за Македонию. Принимал деятельное участие в «Союзе унтер-офицеров», который ставил своей задачей оздоровление армии и одновременно в «Армейском союзе» офицеров и участвовал в выступлении 1909 года в Гуди́. В 1910 году поступил в офицерскую школу на Корфу, которую окончил в 1912 году младшим лейтенантом. Принял участие в Балканских войнах, прославившийся личной храбростью в нескольких сражениях и получил прозвище «Ма́врос Кавала́рис» («Чёрный всадник»). Во время Первой мировой войны, будучи майором, он поддержал реализацию идеи тогдашнего премьер-министра Элефтериосом Венизелосом о Великой Греции. Участник боёв греческой армии на Салоникском фронте. 16 мая 1918 года ему было присвоено звание подполковника. Во время гражданской войны в России, командуя 42-м полком эвзонов, сражался на Украине против Красной Армии.
Во время греко-турецкой войны 1919—1922 годов успешно командовал своим 42-м полком эвзонов, что принесло ему большую популярность среди греческих солдат и прозвище «Кара Бибер» («Черный перец»).
После поражения Греции в войне, вместе с другими офицерами (смотри Фокас, Димитриос, Гонатас, Стилианос) — сторонниками Венизелоса устроил переворот против короля Греции Константина I и его правительства. Военное правительство находилось у власти до января 1924 года, когда передало полномочия избранному в декабре 1923 года Национальному Собранию, которое впоследствии провозгласило Вторую Греческую Республику. 2 января 1924 года Пластирас оставил действительную военную службу, получив звание генерал-лейтенанты запаса, и ушёл в частную жизнь. В межвоенный период Пластирас оставался преданным сторонником Венизелоса и республиканцем. Во время диктатуры генерала Теодора Пангалоса подвергся преследованиям. Пытаясь предотвратить рост влияния монархической Народной партии и реставрацию монархии, организовал две попытки государственного переворота в 1933 и 1935 годах, после неудачи которых уехал в изгнание во Францию. В 1935 году он был заочно приговорен к смертной казни.
В период оккупации Греции странами Оси во время Второй мировой войны он из своего изгнания во Франции, в Марселе, создал одну из организаций греческого сопротивления — Народную республиканскую греческую лигу (ЭДЕС, греч. ΕΔΕΣ).
После освобождения страны вернулся в Грецию и трижды, в январе-апреле 1945, апреле-августе 1950 и с сентября 1951 по октябрь 1952 года, занимал пост премьер-министра, находясь на центристской платформе и часто выступая в коалиции с Либеральной партией. В это время он пытался залечить раскол в греческом обществе, вызванный многолетней гражданской войной, но безуспешно. Затем он ушёл из политики и девять месяцев спустя умер в нищете в Афинах.